# Stadhuis van Dordrecht
Het voormalige stadhuis van Dordrecht in de Zuid-Hollandse stad Dordrecht stamt uit 1383–1388. Het was oorspronkelijk een markthal die in 1544 werd verbouwd tot stadhuis. Het heeft als zodaning gefunctioneerd tot 1975. Het huidige neoclassicistische uiterlijk is het resultaat van een verbouwing uit de 19e eeuw naar ontwerp van stadsarchitect George Nicolaas Itz. Het gebouw is een rijksmonument.

## Het gebouw
Het werd oorspronkelijk gebouwd als lakenhal voor Vlaamse kooplieden. Deze 'Vlaamse hal' was daarnaast waarschijnlijk ook in gebruik als vleeshal. In 1544 werd de hal verbouwd tot stadhuis. In 1679 werd de ingang verplaatst van de Groenmarkt naar het nieuw aangelegde plein (het huidige Stadhuisplein). In de jaren 1834–1841 kreeg het stadhuis een neoclassicistisch uiterlijk naar ontwerp van stadsarchitect George Nicolaas Itz. Achter de nieuwe façade is het in oorsprong gotische gebouw nog grotendeels aanwezig, inclusief de originele kap en kelders. Tijdens de laatste restauratie werden aan de achterkant van het stadhuis resten van de gotische gevel aangetroffen die vervolgens in het zicht zijn gelaten.
De klokken die in het gebouw hangen werden vervaardigd door Pieter van Dormer en Sloterdijck in 1449 en later nog een aantal door Gregorius Waghevens in 1514. De leeuwen naast de ingang zijn gegoten door IJzergieterij L.J. Enthoven en Co, 's-Gravenhage 1841.

## Geschiedenis
In 1572 werd door Adriaan van Blijenburg in dit gebouw de beslissing genomen om de Staatse kant te kiezen tijdens de Tachtigjarige Oorlog, waarna de Inname van Dordrecht (1572) een feit werd.
In april 1904 voerde de destijds beroemde Harry Houdini in het stadhuis zijn boeienact uit voor een aantal hoge plaatselijke ambtsbekleders, waaronder burgemeester Alfred Rudolph Zimmerman. Houdini was toen op tournee door Nederland met zijn circus.
In 1975 is het stadsbestuur verhuisd naar het stadskantoor aan de Spuiboulevard en sindsdien wordt het gebouw gebruikt voor evenementen, zoals huwelijksceremonies.

## Afbeeldingen

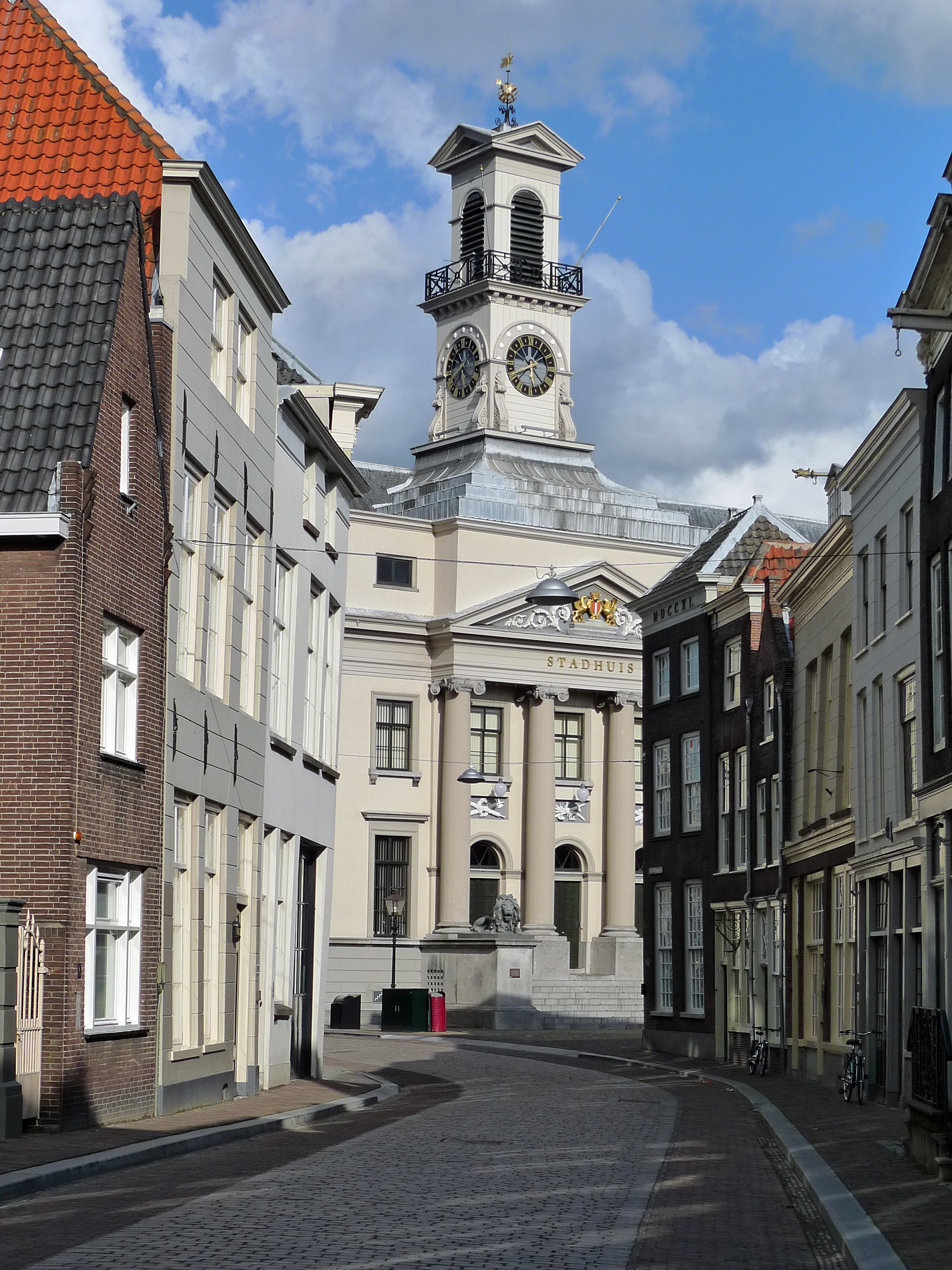
Het Stadhuis gezien vanuit de Grotekerksbuurt.
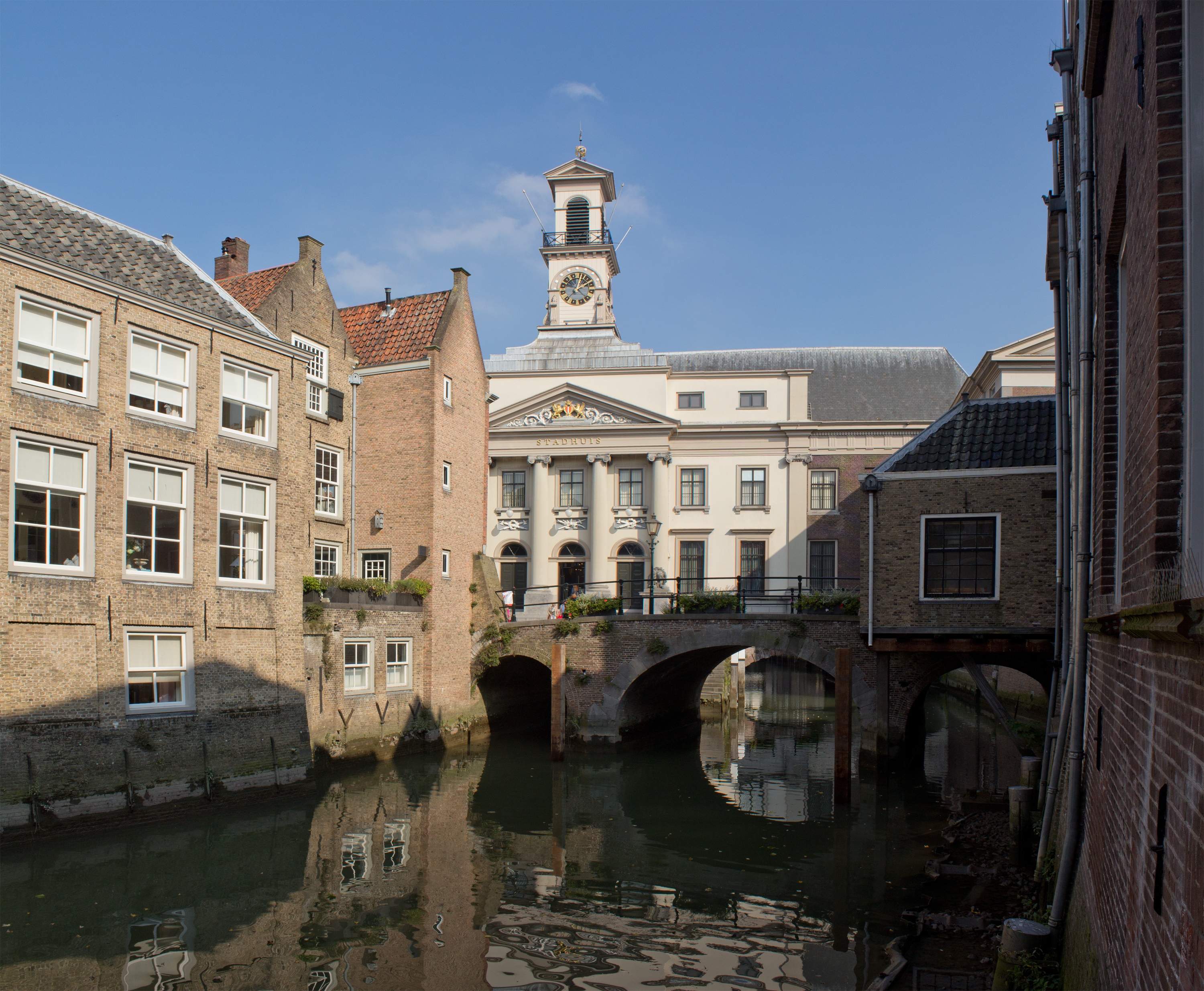
Het Stadhuis gezien vanuit de Voorstraatshaven.
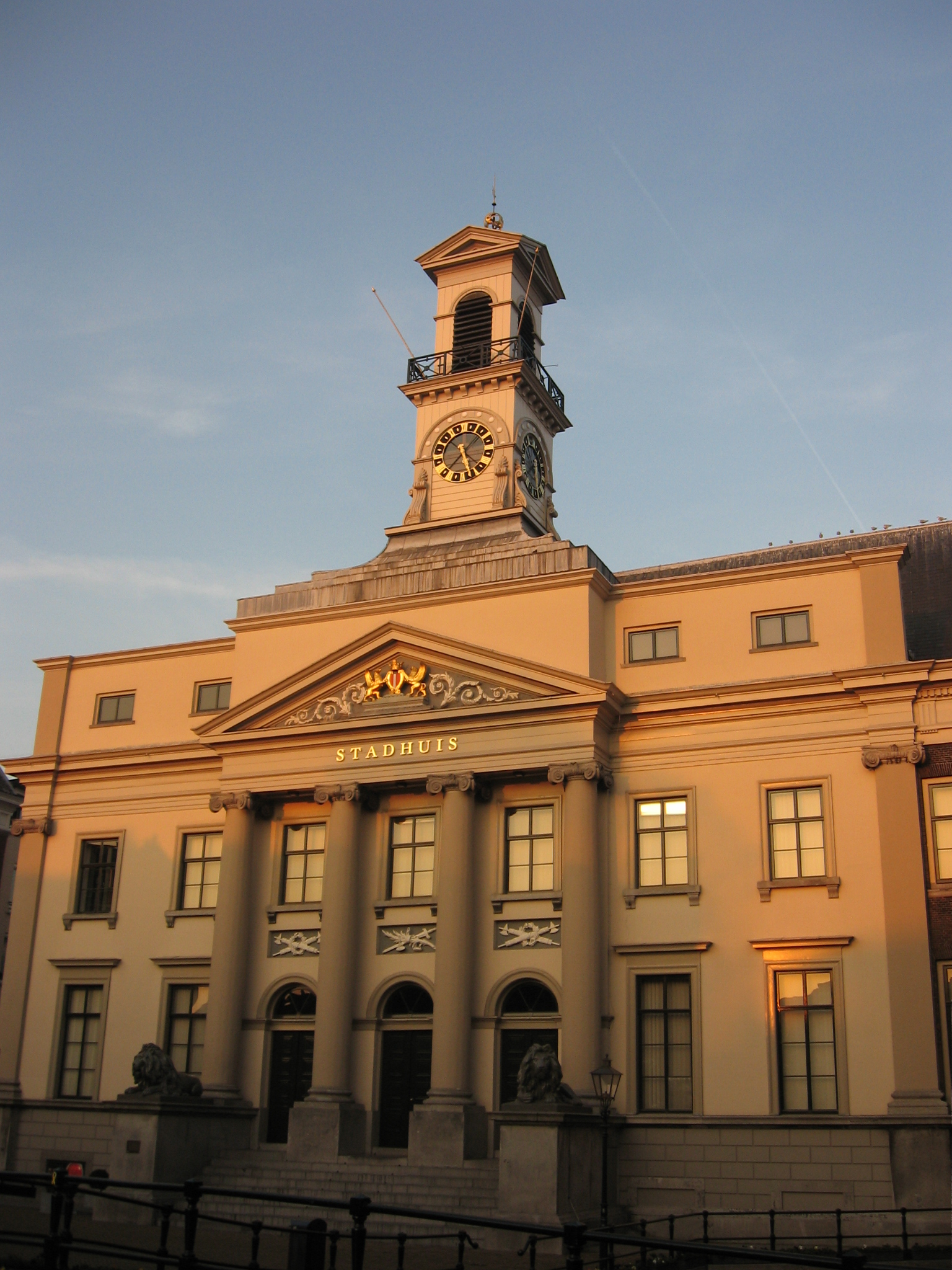
Voorgevel Stadhuis Dordrecht in de avondschemering, gezien vanuit de Voorstraat.
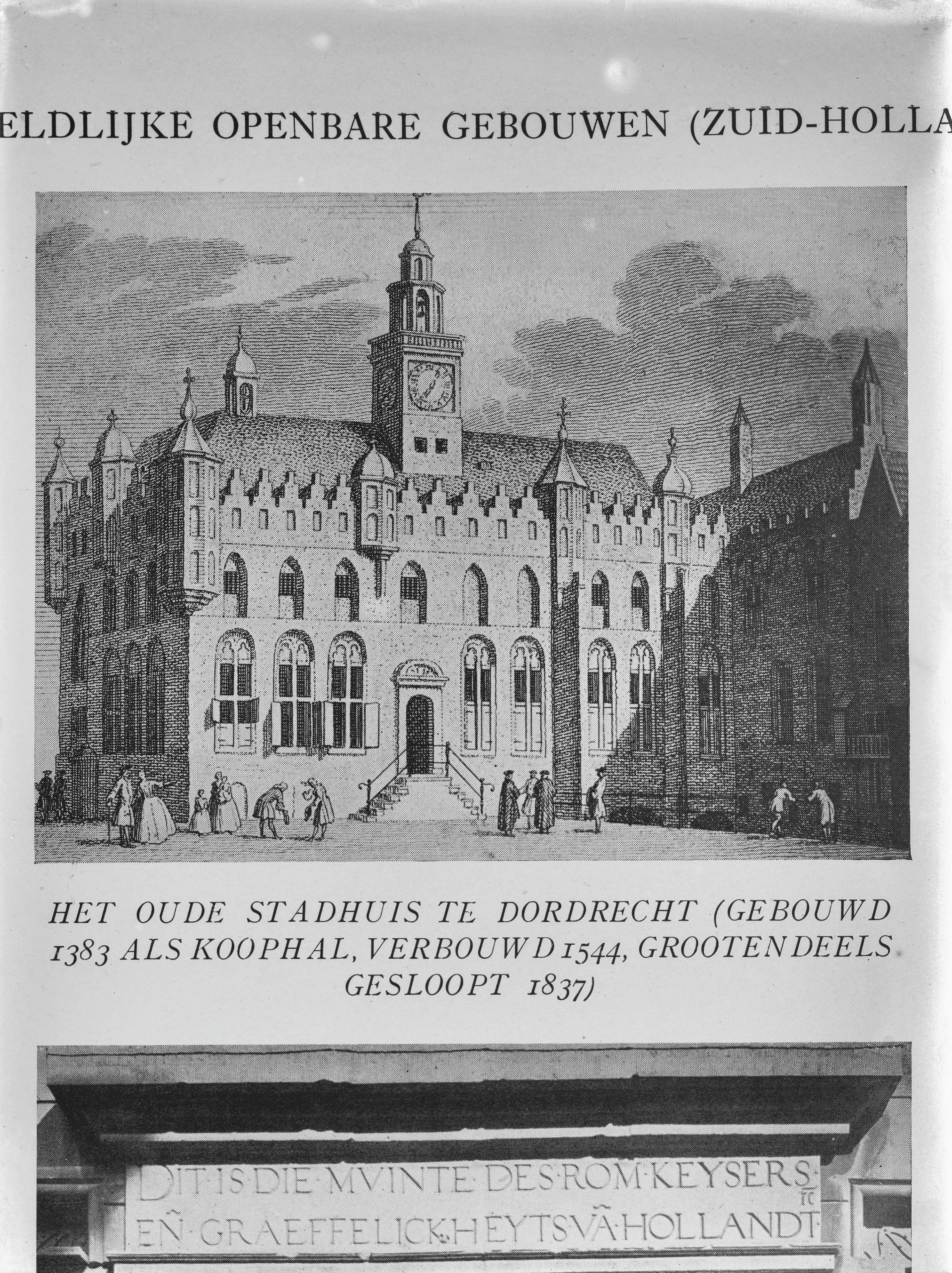
Het gotische stadhuis van Dordrecht zoals het er tot ca. 1837 uitzag
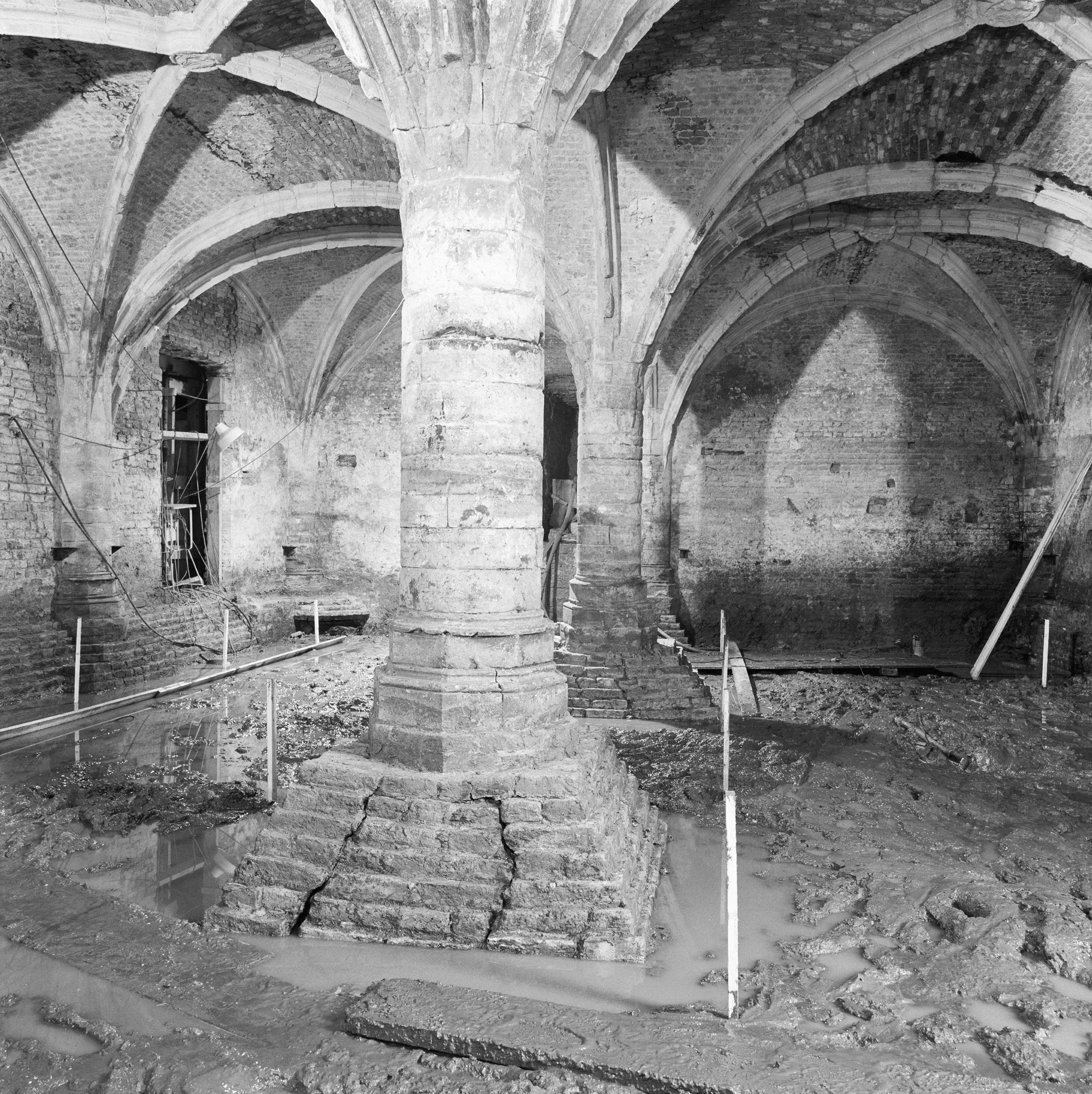
Gewelven in de middeleeuwse kelders van het stadhuis
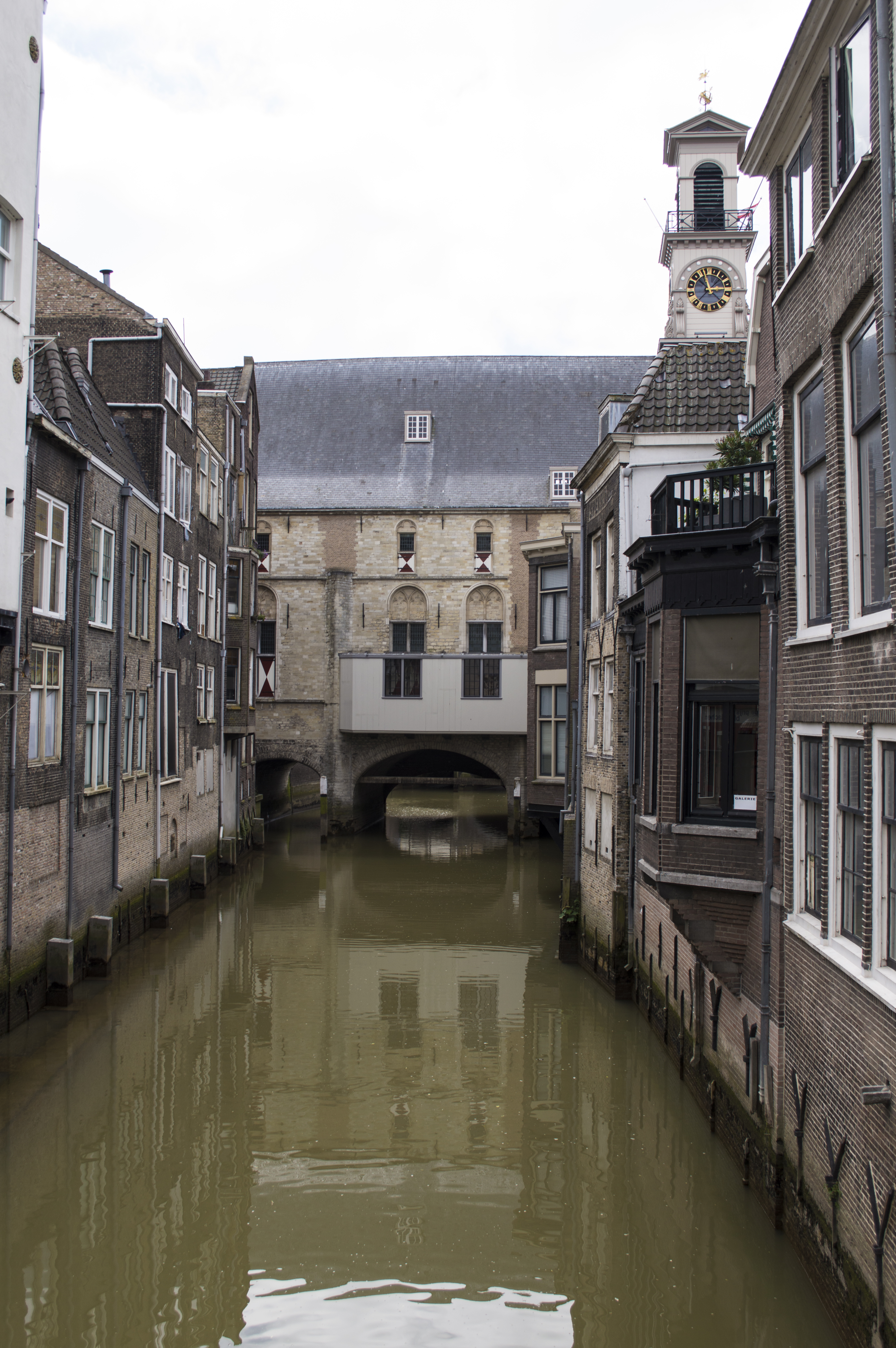
Gotische muurdelen aan de achtergevel
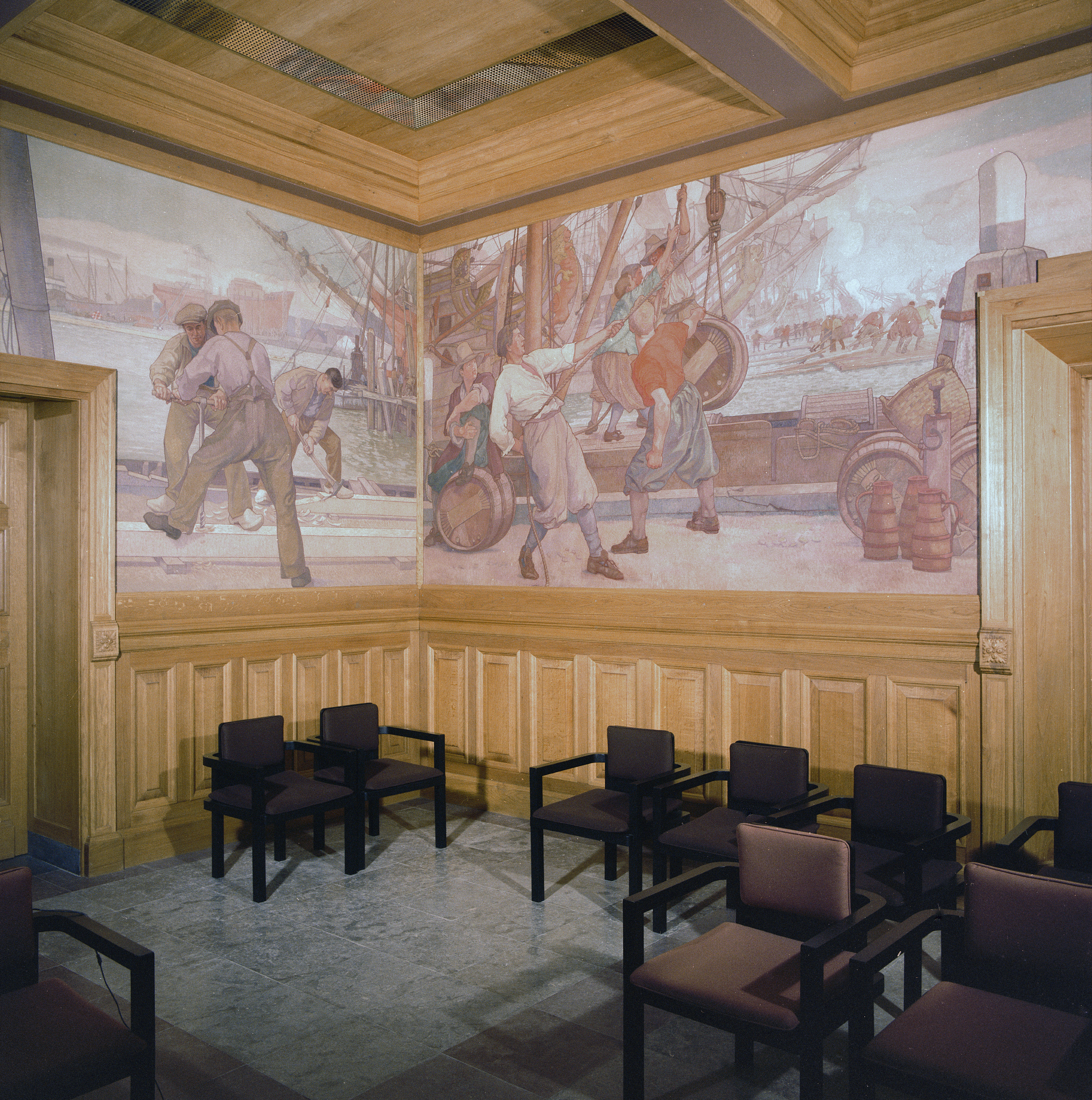
Trouwzaal, vernoemd naar Reinier Kennedy die de muurschilderingen maakte